# Maurice Béjart
Maurice Béjart, nome artístico de Maurice-Jean Berger, (Marselha, 1 de Janeiro de 1927 — Lausana, 22 de Novembro de 2007) foi um dançarino e coreógrafo francês.

## Biografia
Fundou em 1953, ao lado de Jean Laurent, Les Ballets de l'Etoile, mais tarde rebatizado de Ballet-Théâtre de Paris. Com o lançamento de seu primeiro grande sucesso, Symphonie pour un homme seul (1955), foi convidado pelo Théâtre Royal de la Monnaie, em Bruxelas, a  criar um balé para seu corpo de baile: assim nasceu sua obra prima. Le Sacre du printemps, em 1959.
Coreografou mais de duzentos balés, a maioria deles para sua própria companhia. Em Bruxelas, Béjart fundou o Balé do Século XX, que por três décadas maravilhou o mundo da dança, até ser transformado, em 1987, no Béjart Ballet Lausanne. Seguidor de culturas orientais, imprimiu em sua obra a marca dos gestos brilhantes com uma produção sensacionalista, muitas vezes com inserção de trechos falados. Seus críticos atacaram os temas filosóficos exagerados e a forma arrogante de utilizar a música. Mesmo assim, atraiu várias estrelas da dança, como Rudolf Nureyev, Maya Pilsetskaya e Suzanne Farrell.
Béjart deu uma nova guinada em 1992 ao extinguir o Béjart Ballet Lausanne e criar um novo grupo, o Mudra, de infraestrutura menor, e com isso por em prática as teorias do centro que fundara em 1970 para pesquisar formas inovadoras de expressão.

### Última coreografia
A última coreografia de Maurice Béjart, ainda inacabada e com a duração de 80 minutos, A Volta ao Mundo em 80 Minutos, estreou no dia 20 de Dezembro de 2007, no Teatro Beaulieu, em Lausanne- Suíça.

### Em Portugal
Béjard actuou no Coliseu dos Recreios em Lisboa a convite da Fundação Gulbenkian em 6 de Junho de 1968, apresentando o seu espectáculo Romeu e Julieta.
A seguir ao espectáculo subiu ao palco para anunciar a morte do pré-candidato às presidenciais norte-americanas Robert Kennedy, assassinado em Los Angeles. Fez um discurso antiditatorial inflamado e pediu um minuto de silêncio. Conforme se lê no livro A QUEDA DE SALAZAR, de José Pedro Castanheira, António Caeiro e Natal Vaz, o público aplaudiu efusivamente esta intervenção de Béjart, fez o minuto de silêncio e por fim rompeu numa ensurdecedora ovação. Natália Thomaz, filha do presidente da República de então, Américo Thomaz, teria também aplaudido, talvez por ingenuidade, até que alguém a convenceu a abandonar o camarote juntamente com dignitários do regime. 
Nessa noite a PIDE retirou Béjart do Hotel Borges, ao Chiado, e foi abandoná-lo às 3 da manhã no posto fronteiriço luso-espanhol do Caia, de onde seguiu num automóvel da embaixada da Bélgica até Madrid, a fim de apanhar o avião para Bruxelas.
Maurice Béjart voltaria a Portugal em 1974, logo a seguir à revolução do 25 de Abril e voltou a apresentar o mesmo espectáculo "Romeu e Julieta" no Coliseu dos Recreios.
Em 1998, o então Presidente da República Jorge Sampaio condecorou-o com o grau de grande oficial da Ordem do Infante D. Henrique.

## Principais obras
Títulos em francês

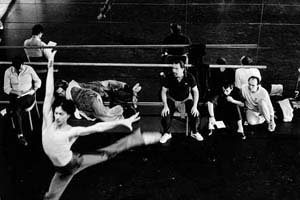

- 1955: Symphonie pour un homme seul
- 1957: Sonate à trois
- 1958: Orphée
- 1959: Le Sacre du printemps
- 1961: Boléro
- 1964: IXe Symphonie
- 1966: Roméo et Juliette
- 1967: Messe pour le temps présent
- 1968: Bhakti
- 1972: Nijinski, clown de Dieu
- 1975: Pli selon pli
- 1975: Notre Faust
- 1977: Petrouchka
- 1980: Eros Thanatos
- 1982: Wien, Wien, nur du allein
- 1983: Messe pour le temps futur
- 1987: Souvenir de Léningrad
- 1988: Piaf
- 1989: 1789... et nous
- 1990: Pyramide
- 1991: Tod in Wien
- 1992: La Nuit
- 1993: M
- 1995: À propos de Shéhérazade
- 1997: Le Presbytère...
- 1999: La Route de la soie
- 2000: Enfant-roi
- 2001: Tangos
- 2001: Manos
- 2002: Mère Teresa et les enfants du monde
- 2003: Ciao Federico, em homenagem a Federico Fellini
- 2006: L'amour de la danse
- 2006: Zarathoustra

1. ↑  A Queda de Salazar, de José Pedro Castanheira, António Caeiro e Natal Vaz, edições Tinta-da-China, ISBN: 978-989-671-460-4, 2018-19